# ایم نایون
ایم نا یون (کره‌ای: 임나연؛ زادهٔ ۲۲ اکتبر ۱۹۹۵) که با نام نایون (나연) شناخته می‌شود، خواننده اهل کره جنوبی است. وی پس از برنده شدن در برنامه تلویزیونی سیکستین در سال ۲۰۱۵، تبدیل به یکی از اعضای گروه توایس زیر نظر جی وای پی اینترتینمنت شد.او بزرگ‌ترین عضو گروه است.
اولین آلبوم این هنرمند با نام ایم نایون توانست در جدول بیلبورد ۲۰۰ ایالت متحده آمریکا رتبه ۷ را کسب کند و به این ترتیب نایون تبدیل شد به اولین سولو آرتیست تاریخ کی پاپ که توانسته است به ده تای برتر این جدول حضور پیدا کند.
نایون همچنین در مراسم ماما ۲۰۲۲ توانست برنده جایزه بهترین هنرمند زن سال شود.

## زندگی

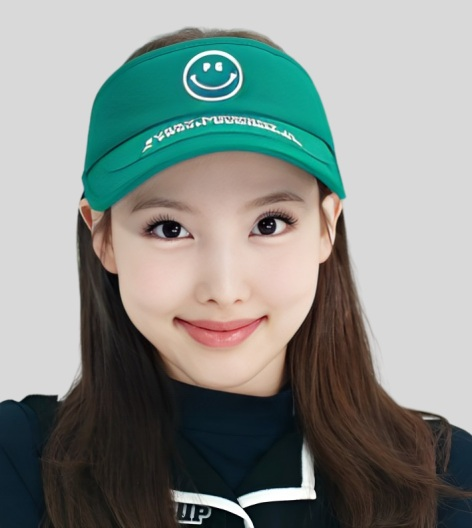
در ۱۵ سپتامبر ۲۰۱۰، نایون بدون اطلاع دادن به خانواده، در هفتمین آزمون ورودی کمپانی جی وای پی شرکت کرد و پس از قبولی، به عنوان کارآموز وارد کمپانی شد.

در ۱۵ سپتامبر ۲۰۱۰، نایون بدون اطلاع دادن به خانواده، در هفتمین آزمون ورودی کمپانی جی وای پی شرکت کرد و پس از قبولی، به عنوان کارآموز وارد کمپانی شد. در سال ۲۰۱۳، او به عنوان یکی از اعضای گروه سیکس‌میکس، یک گروه دخترانه متعلق به کمپانی جی وای پی انتخاب شد، اما این گروه هرگز شکل نگرفت.او همچنین در قسمت دوم سریال کره ای رویای بلند ۲ محصول سال ۲۰۱۲ شبکه کی‌بی‌اس۲ ظاهر شد. در نظرسنجی سالانه موسیقی گالوپ کره در سال ۲۰۱۷، نایون بالاتر از هم گروهی‌هایش به عنوان ششمین آیدل محبوب در کره جنوبی انتخاب شد. در نظرسنجی سال ۲۰۱۸، او دوباره در رده ششم قرار گرفت و ۶٫۷ درصد آرا را به دست آورد.

## فعالیت انفرادی
در تاریخ ۱۹ می سال ۲۰۲۲، جی وای پی اینترتیمنت از آغاز فعالیت انفرادی نایون با مینی آلبومی به نام ایم نایون خبر داد که در تاریخ ۲۴ ژوئن منتشر شد. ترک اصلی این آلبوم به نام پاپ «pop» نیز در همان تاریخ منتشر شد.
این آلبوم توانست با ثبت ۵۰۰ هزار نسخه پیش فروش به یکی از پرفروش‌ترین آلبوم‌های سولوی کی پاپ تبدیل شود. در ادامه این آلبوم توانست در جدول بیلبورد ۲۰۰ رتبه ۷ را کسب کند و به این ترتیب نایون تبدیل شد به اولین سولو آرتیست تاریخ کی پاپ که توانسته است به ده تای برتر این جدول حضور پیدا کند و همین‌طور رتبه یک جدول بیلبورد پرفروش‌ترین آلبوم برتر را نیز از آن خود کرد. در ادامه نیز این آلبوم توانست در جدول بیلبورد آلبوم‌های جهانی رتبه یک را کسب کند و تبدیل شد به اولین هنرمند زن ۲۰۲۲ که توانست رتبه یک این جدول را بدست آورد. نایون همین‌طور توانست در جدول بیلبورد صد هنرمند برتر نیز رتبه پنج را از آن خود کند و تبدیل شد به اولین سولو آرتیست زن تاریخ کی پاپ که توانست به پنج تای برتر این جدول وارد شود.

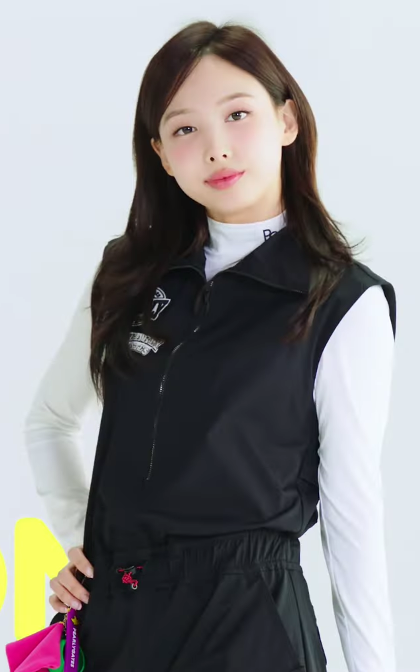
نایون در تاریخ ۱۰ ژوئیه با آهنگ پاپ اولین جایزه موزیک شو خود را در برنامه Inkigayo شبکه اس بی اس دریافت کرد.
نایون در ادامه توانست تبدیل به اولین سولو آرتیست زن کیپاپ شود که چند هفته در جدول‌های بیلبورد ۲۰۰ و بیلبورد ۱۰۰ هنرمند برتر حضور داشته باشد. در ادامه او توانست به اولین هنرمند تاریخ کی پاپ تبدیل شود که توانسته دو هفته در چهل‌تای برتر جداول بیلبورد ۲۰۰ و بیلبورد صد هنرمند برتر حضور پیدا کند.

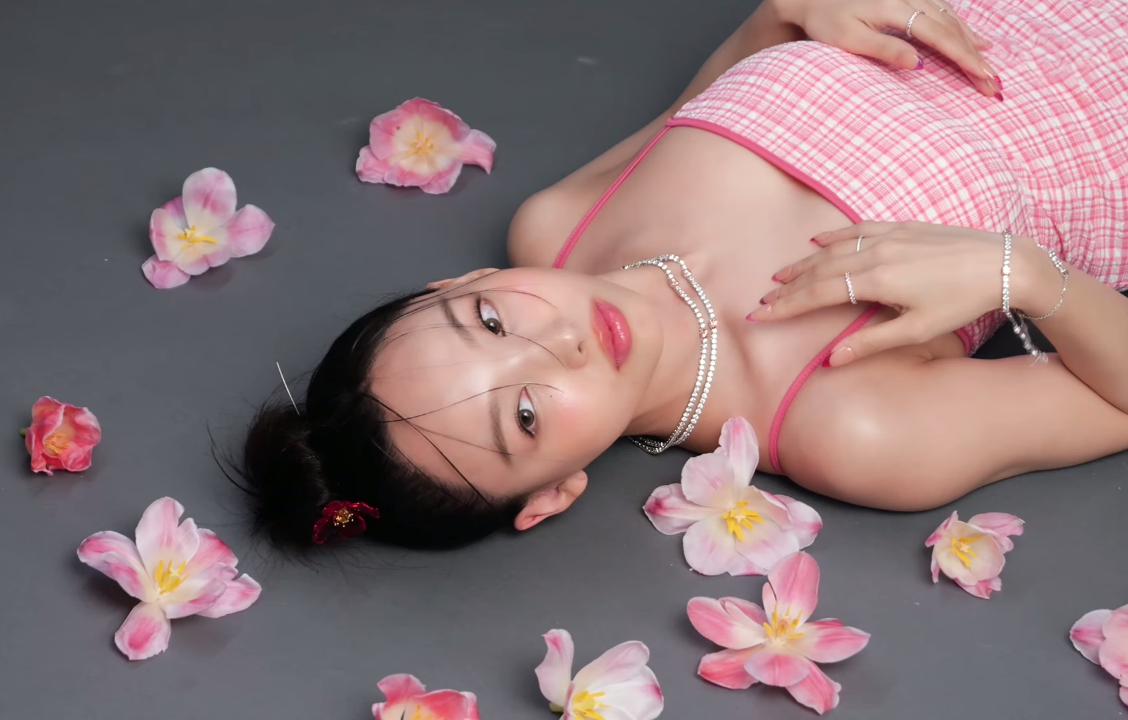
آلبوم Im Nayeon توانست در جدول بیلبورد ۲۰۰ رتبه ۷ را کسب کند و به این ترتیب نایون تبدیل شد به اولین سولو آرتیست تاریخ کی پاپ که توانسته است به ده تای برتر این جدول حضور پیدا کند.

آلبوم ایم نایون با ماندن به مدت ۵ هفته در جدول بیلبورد ۲۰۰ ایالت متحده آمریکا توانست به اولین آلبوم تاریخ یک سولو آرتیست کی پاپ تبدیل شود که توانسته است ۵ هفته در این جدول حضور داشته باشد.

در مراسم ماما سال ۲۰۲۲ نایون توانست برنده جایزه بهترین هنرمند زن شود. 

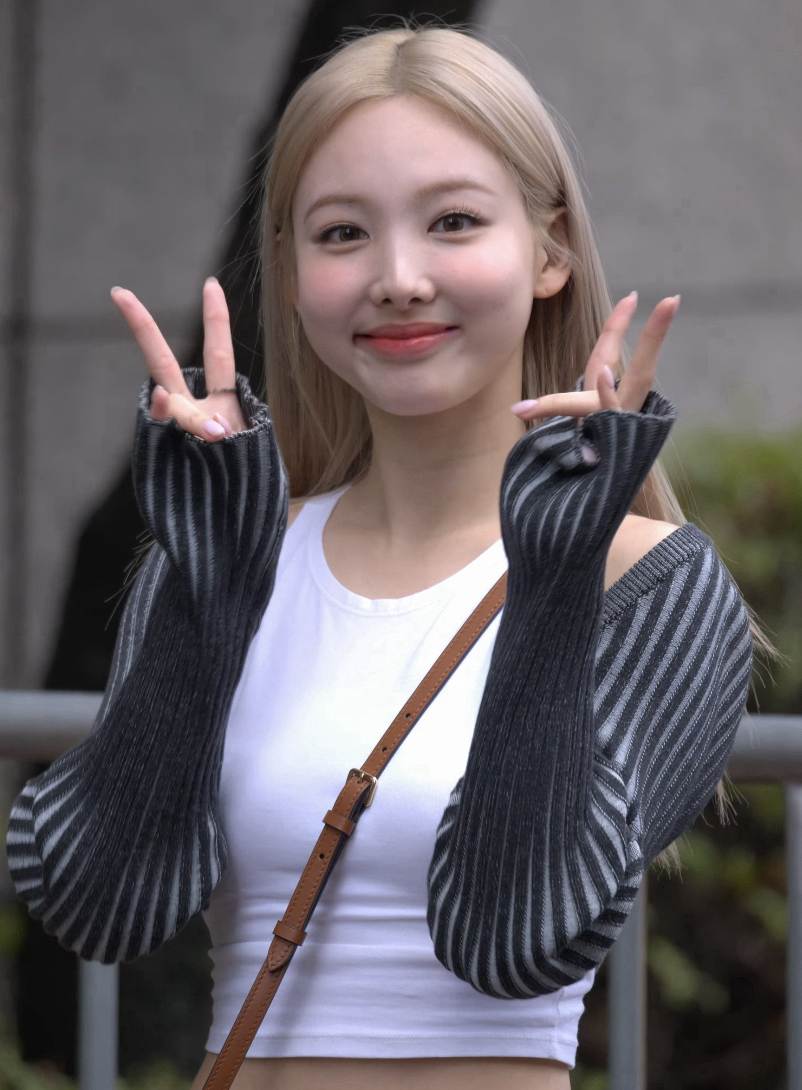
نایون توانست به اولین هنرمند تاریخ کی پاپ تبدیل شود که توانسته دو هفته در چهل‌تای برتر جداول بیلبورد ۲۰۰ و بیلبورد صد هنرمند برتر حضور پیدا کند.

## مد و فشن

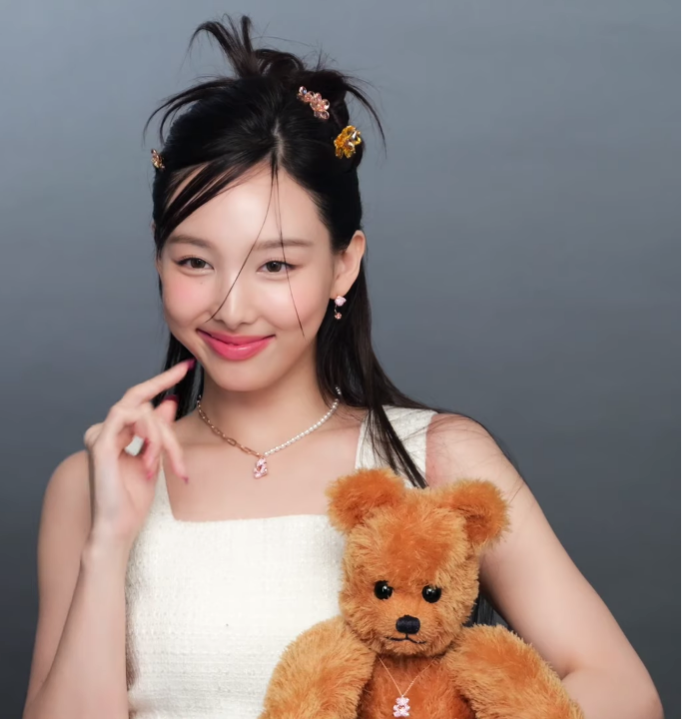
نایون علاوه بر فعالیت در گروه خود در زمینه مد و فشن هم برای مجله‌ها و برندهای مد و فشن معروف بسیاری همکاری داشته است از جمله این برندها می‌توان به:رالف لورن،Jill Stuart،فندی و لویی ویتون اشاره کرد.

جدا از دنیای موسیقی نایون علاوه بر فعالیت در گروه خود در زمینه مد و فشن هم برای مجله‌ها و برندهای مد و فشن معروف بسیاری همکاری داشته است از جمله این برندها می‌توان به:رالف لورن،Jill Stuart،فندی و لویی ویتون اشاره کرد و همین‌طور ازمجله‌ها می‌توان به:کاسموپولیتن کره، دبلیو کره و ال کره اشاره کرد.

## وجهه عمومی
او به مدت دو سال پیاپی (۲۰۱۷ و ۲۰۱۸) در نظرسنجی سالانه موسیقی گالوپ کره به عنوان ششمین آیدل محبوب کره ای انتخاب شد و در سال ۲۰۱۹ توانست رتبه پنجم را کسب کند.
در سال ۲۰۱۸ توانست رتبه ۸۲ را از کمپانی معروف TC CANDLER که از سال ۱۹۹۰ وظیفه معرفی کردن زنان و مردان زیبای دنیا را برعهده دارد از آن خود کند.

## ترانه‌شناسی

### ترانه‌سرایی
| سال  | آهنگ                        | آلبوم                           | با همکاری        |
| ---- | --------------------------- | ------------------------------- | ---------------- |
| ۲۰۱۷ | "۲۴/۷"                      | Twicetagram(توایستاگرام)        | جیهیو            |
| ۲۰۱۹ | Rainbow                     | Feel Special(احساس خاص بودن)    |                  |
| ۲۰۱۹ | ۲۱:۲۹                       | Feel Special(احساس خاص بودن)    | بقیه اعضای توایس |
| ۲۰۲۰ | Make Me Go                  | More & More(بیشتر و بیشتر)      |                  |
| ۲۰۲۰ | Depend on you               | Eyes Wide Open(چشمان کاملاً باز) |                  |
| ۲۰۲۱ | Baby Blue Love              | Taste of Love(طعم عشق)          |                  |
| ۲۰۲۱ | F.I.L.A(Fall In Love Again) | فرمول عشق:O+T=<۳                |                  |
| ۲۰۲۲ | Love Countdown              | Im Nayeon                       | Wonstein         |
| ۲۰۲۲ | All or Nothing              | Im Nayeon                       |                  |
| ۲۰۲۲ | Celebrate                   | Celebrate                       | بقیه اعضای توایس |

## فیلم‌شناسی

### مجموعه‌های تلویزیونی
| سال  | عنوان        | شبکه     | نقش        |
| ---- | ------------ | -------- | ---------- |
| ۲۰۱۲ | رویای بلند ۲ | کبی‌بی‌اس۲ | کوتاه      |
| ۲۰۱۵ | سیکستین      | ام نت    | شرکت کننده |